# Tusitala yemenica
Tusitala yemenica är en spindelart som beskrevs av Wesolowska, van Harten 1994. Tusitala yemenica ingår i släktet Tusitala och familjen hoppspindlar. Inga underarter finns listade i Catalogue of Life.